# Tournedos-Bois-Hubert
Tournedos-Bois-Hubert è un comune francese di 389 abitanti situato nel dipartimento dell'Eure nella regione della Normandia.

## Società

### Evoluzione demografica
Abitanti censiti